# Dennis McCarthy
Dennis McCarthy (3 juli 1945) is een Amerikaans televisie- en filmcomponist.

## Carrière
McCarthy is een van componisten uit de Star Trek-franchise, maar componeerde ook muziek voor televisieseries als V, Dynasty en MacGyver. Daarnaast produceerde hij het album Ol' Yellow Eyes Is Back van Brent Spiner, ook van Star Trek. Hij componeerde ook muziek voor toneelproducties.
Met de televisieserie Star Trek: Deep Space Nine won McCarthy in 1993 een Primetime Emmy Award in de categorie titelmuziek.

## Filmografie
| Jaar | Titel                                           | Opmerkingen      |
| ---- | ----------------------------------------------- | ---------------- |
| 1980 | Night of the Demon                              | met Stuart Hardy |
| 1983 | Off the Wall                                    |                  |
| 1983 | Last Plane Out                                  |                  |
| 1994 | Star Trek: Generations                          |                  |
| 1997 | McHale's Navy                                   |                  |
| 1998 | Letters from a Killer                           |                  |
| 2002 | In Your Face                                    |                  |
| 2003 | Die, Mommie, Die!                               |                  |
| 2004 | Landers                                         |                  |
| 2007 | A Modern Twain Story: The Prince and the Pauper |                  |

## Overige producties

### Computerspellen
| Jaar | Titel           | Opmerkingen |
| ---- | --------------- | ----------- |
| 1996 | Star Trek: Borg |             |

### Televisiefilms
| Jaar | Titel                                               | Opmerkingen           |
| ---- | --------------------------------------------------- | --------------------- |
| 1982 | Pray TV                                             |                       |
| 1983 | The Kid with the 200 I.Q.                           |                       |
| 1984 | Used Cars                                           |                       |
| 1985 | Playing with Fire                                   |                       |
| 1986 | Houston: The Legend of Texas                        |                       |
| 1987 | Sworn to Silence                                    |                       |
| 1988 | Police Story: Cop Killer                            |                       |
| 1990 | The Love Boat: A Valentine Voyage                   |                       |
| 1990 | Leona Helmsley: The Queen of Mean                   |                       |
| 1990 | Kaleidoscope                                        |                       |
| 1991 | Daddy                                               |                       |
| 1992 | Overkill: The Aileen Wuornos Story                  |                       |
| 1993 | Staying Afloat                                      |                       |
| 1994 | Armed and Innocent                                  |                       |
| 1994 | Tonya and Nancy: The Inside Story                   |                       |
| 1995 | In the Name of Love: A Texas Tragedy                |                       |
| 1995 | The Colony                                          |                       |
| 1995 | Inflammable                                         |                       |
| 1996 | Hidden in Silence                                   |                       |
| 1996 | The Care and Handling of Roses                      |                       |
| 1996 | Lying Eyes                                          |                       |
| 1997 | Love's Deadly Triangle: The Texas Cadet Murder      |                       |
| 1997 | When Innocence Is Lost                              |                       |
| 1997 | Any Place But Home                                  |                       |
| 1997 | Get to the Heart: The Barbara Mandrell Story        |                       |
| 1997 | In My Sister's Shadow                               |                       |
| 1997 | Breast Men                                          |                       |
| 1999 | Hit and Run                                         |                       |
| 1999 | Ultimate Deception                                  |                       |
| 1999 | Having Our Say: The Delany Sisters' First 100 Years | met Terence Blanchard |
| 1999 | Dying to Live                                       |                       |
| 2000 | Alien Fury: Countdown to Invasion                   | met John Beal         |
| 2000 | The Deadly Look of Love                             |                       |
| 2000 | In His Life: The John Lennon Story                  |                       |

### Televisieseries
| Jaar | Titel                          | Opmerkingen                          |
| ---- | ------------------------------ | ------------------------------------ |
| 1980 | Enos                           | 1980-1981                            |
| 1982 | Private Benjamin               |                                      |
| 1983 | Gun Shy                        |                                      |
| 1983 | Small & Frye                   |                                      |
| 1983 | The Fall Guy                   |                                      |
| 1983 | Cutter to Houston              |                                      |
| 1983 | Goodnight, Beantown            | 1983-1984                            |
| 1984 | V                              | 1984-1985                            |
| 1984 | V: The Final Battle            | met Joseph Conlan en Barry De Vorzon |
| 1984 | Glitter                        |                                      |
| 1985 | Cover Up                       |                                      |
| 1985 | MacGruder and Loud             |                                      |
| 1985 | Stir Crazy                     |                                      |
| 1985 | The Colbys                     | 1985-1987                            |
| 1985 | The Twilight Zone              | 1985-1986                            |
| 1985 | Hotel                          | 1985-1987                            |
| 1985 | Dynasty                        | 1985-1989                            |
| 1985 | MacGyver                       | 1985-1991                            |
| 1986 | Trapper John, M.D.             |                                      |
| 1986 | The Love Boat                  |                                      |
| 1986 | Mike Hammer                    |                                      |
| 1987 | Houston Knights                | 1987-1988                            |
| 1987 | Star Trek: The Next Generation | 1987-1994                            |
| 1989 | Falcon Crest                   |                                      |
| 1989 | Island Son                     |                                      |
| 1990 | Mancuso, FBI                   |                                      |
| 1990 | Tiny Toon Adventures           |                                      |
| 1990 | Parker Lewis Can't Lose        | 1990-1993                            |
| 1991 | Eddie Dodd                     |                                      |
| 1992 | Beverly Hills, 90210           |                                      |
| 1992 | The Plucky Duck Show           |                                      |
| 1993 | Star Trek: Deep Space Nine     | 1983-1999                            |
| 1994 | Birdland                       |                                      |
| 1995 | Sliders                        |                                      |
| 1995 | Deadly Games                   | 1995-1996                            |
| 1995 | Star Trek: Voyager             | 1995-2001                            |
| 1997 | Stargate SG-1                  | 1997-1998                            |
| 1998 | Players                        | met Mike Post                        |
| 1999 | Dawson's Creek                 |                                      |
| 1999 | Get Real                       |                                      |
| 2001 | Star Trek: Enterprise          | 2001-2005                            |

### Documentaires
| Jaar | Titel                                                           | Opmerkingen     |
| ---- | --------------------------------------------------------------- | --------------- |
| 2018 | Death of a Nation                                               |                 |
| 2018 | What We Left Behind: Looking Back at Star Trek: Deep Space Nine | met Kevin Kiner |

### Documentaire series
| Jaar | Titel              | Opmerkingen |
| ---- | ------------------ | ----------- |
| 2001 | Project Greenlight | 2001-2002   |

### Korte films
| Jaar | Titel                                            | Opmerkingen                        |
| ---- | ------------------------------------------------ | ---------------------------------- |
| 1996 | The Utilizer                                     |                                    |
| 1997 | Still Kicking: The Fabulous Palm Springs Follies | met Johnny Harris                  |
| 1999 | Love Bites                                       |                                    |
| 2001 | Hal Buckley                                      | met David Milhous                  |
| 2007 | Bench                                            |                                    |
| 2009 | The Ballad of Angel Face                         | met Le'Rue Delashay                |
| 2009 | Boba and Melon Gum                               | met Tiffany Frances                |
| 2010 | Stew                                             |                                    |
| 2010 | Walking with the Devil Inside                    |                                    |
| 2010 | Infernum                                         |                                    |
| 2011 | A Better Place                                   | met Matt LaPoint                   |
| 2012 | Choice                                           |                                    |
| 2012 | The Fisherman                                    |                                    |
| 2018 | Your Land                                        | met Matt LaPoint en Massimo Sammi  |
| 2018 | Hidden Faces                                     | met Matt LaPoint en Vanessa Ndombe |
| 2020 | Latasha Harlins: A Rose That Grew from Concrete  | met Matt LaPoint                   |
| 2020 | A Life in Three Letters                          | met Kelly Ndombe                   |
| 2022 | Ember                                            |                                    |
| 2022 | Sunflower                                        |                                    |

### Attracties
| Jaar | Titel                     | Opmerkingen |
| ---- | ------------------------- | ----------- |
| 2004 | Star Trek: The Experience |             |

## Prijzen en nominaties

### Emmy Awards
| Jaar | Titel                          | Categorie | Uitslag     |
| ---- | ------------------------------ | --- | ----------- |
| 1989 | Star Trek: The Next Generation | Beste prestatie in muzikale compositie voor een serie (dramatische achtergrondmuziek), voor "For The Child"               | Genomineerd |
| 1990 | Star Trek: The Next Generation | Beste muziekcompositie voor een serie (dramatische achtergrondmuziek)), voor "Yesterday's Enterprise"                     | Genomineerd |
| 1991 | 63ste Oscaruitreiking          | Beste prestatie in muzikale regie, gedeeld met: Bill Conti, Julie Giroux, Jack Eskew, Ashley Irwin & Marc Shaiman         | Genomineerd |
| 1991 | Star Trek: The Next Generation | Beste prestatie in muziekcompositie voor een serie (dramatische achtergrondmuziek), voor "Half A Life"                    | Genomineerd |
| 1992 | Star Trek: The Next Generation | Beste individuele prestatie in muziekcompositie voor een serie (dramatische achtergrondmuziek), voor "Unification I"      | Genomineerd |
| 1993 | Star Trek: Deep Space Nine     | Beste titelmuziek | Gewonnen    |
| 1994 | Star Trek: The Next Generation | Beste individuele prestatie in muziekcompositie voor een serie (dramatische achtergrondmuziek), voor "All Good Things..." | Genomineerd |
| 1995 | Star Trek: Voyager             | Beste individuele prestatie in muziekcompositie voor een serie (dramatische achtergrondmuziek), voor "Heroes & Demons"    | Genomineerd |
| 2001 | Star Trek: Voyager             | Beste muziekcompositie voor een serie (dramatische achtergrondmuziek), voor "Workforce", part I                           | Genomineerd |
| 2003 | Star Trek: Enterprise          | Beste muziekcompositie voor een serie (dramatische achtergrondmuziek), voor "The Expanse"                                 | Genomineerd |